# Symphonie no 12 de Michael Haydn
Pour les articles homonymes, voir Symphonie no 12.
La Symphonie no 12 en sol majeur, Perger 7, Sherman 12, MH 108, est une symphonie de Michael Haydn, qui a été composée à Salzbourg en 1768.

## Analyse de l'œuvre
Elle comporte quatre mouvements :
1. Allegro molto, en sol majeur
2. Andante, en do majeur
3. Menuet et Trio
4. Prestissimo

Durée de l'interprétation : environ 15 minutes.

## Instrumentation
La symphonie est écrite pour  2 hautbois, 2 bassons, 2 cors et les cordes.